# Bedeković Komorski
Bedekovići su jedna od najstarijih hrvatskih plemićkih obitelji podrijetlom iz Komora (kasniji naziv Bedekovčina) u Hrvatskom zagorju.
Postoje dva ogranka, barunski i varaždinski. Nisu u srodstvu s turopoljskim plemićima Bedekovićima Kobiličkim niti s obitelji Bedekovićima Pobjeničkim.

## Povijest
Kralj Bela IV. je 1267. godine darovao prvim poznatim predcima Bedekovića, braći Tomi i Ivanu, sinovima Kutenovim (Kuten je bio kumanski vojvoda u Ugarskoj) imanje Komor (Kumor).
Ivanov nećak Nikola naslijedio je to imanje te se u spisima potpisivao s pridjevkom de Komor kao i svi njegovi potomci do Benedikta.
Benedikt de Komor 1430. godine uspjeva dokazati svoje nasljedno pravo na posjed Komor darovnicom iz 1267. o čemu je izdana isprava.  Tog Benedikta nazivali su Bedek, a njegove sinove Bedekovi. Po njemu je nastalo obiteljsko prezime Bedeković i pravo na priznanje hrvatskog praplemstva. Prijevod isprave iz 1430. godine.
... Napokon je spomenuti Benedikt, sin Pavla, pored tih osam čestitih i plemenitih ljudi podastro povlastne isprave pokojnoga gospodina kralja Bele IV., ovjerene njegovim dvostrukim pečatom ljeta Gospodnjega 1267., a izdane pak za trideset i prve godine njegove vladavine, koje pokazuju da je spomenuti gospodin kralj Bela, smatrajući dragim i vjernim svoga meštra Tomu, posebnog bilježnika svojega dvora, i Ivana, njegova brata, koji su odgojeni u njegovu domu i od početka svoje mladosti pouzdani, htio udijeliti dobrohotnu milost zbog vrlina i vjernih zasluga, a ne zbog pravednih želja i molbi njih samih. Stoga kad su isti meštar Toma i Ivan, njegov brat, zamolili samoga gospodina kralja Belu da im dade neku zemlju svoje varaždinske županije zvanu Komor, akoja se nalazi u Zagorju, te je određena međama odijeljena i odvojena od svih drugih zemlja te županije, sam je gospodin kralj Bela, pridržavajući se kraljevskom milošću onoga što oni u svojim pravednim željama traže, dragome i vjernome svome meštru Ivanu, varaždinkome knezu, propisao da sam spomenutu zemlju pregleda i prikaže mu vjernom obaviješću njezinu kakvoću i kolićinu. ...
Hrvatsko-ugarski kralj i njemačko-rimski car Rudolf II. poklanja 1587. godine posjed Židovina obitelji Bedeković Komorski.
Plemićka obitelj Bedeković grana se na mirkovečku, varaždinsku i židovinjačku granu.

## Poznati članovi
- Toma (oko godine 1267.), dvorski bilježnik
- Ivan (oko godine 1270.), varaždinski župan
- Nikola (1271. – 1272.), varaždinski župan
- Tomo (prije godine 1292.), vesprimski arhiđakon i biskup Vacki
- Benedikt de Komor 1430. dokazuje nasljedno pravo na posjed Komor prema darovnici kralja Bele IV. iz godine 1267.
- Franjo Bedeković Komorski (1481. – 1511.), sudac Varaždinske županije
- Nikola Bedeković Komorski (oko 1533.), plemićki sudac
- Mihovil Bedeković 1543., vlasnik Komora
- Nikola Bedeković 1543., vlasnik Naševine (Naseyna)
- Ljudevit Bedeković Komorski (1587.), dobiva posjed Židovina, osnivač je židovinjačke grane obitelji
- Ljudevit Bedeković Komorski (do 1640.), plemički sudac Varaždinske županije, prisjednik Banskog stola u Zagrebu i podžupan
- Ljudevit Bedeković Komorski (1621. – 1671.), kanonik zagrebački, pjesnik, autorstvo pjesme o smrti Nikole Zrinskoga (1664.)
- Nikola Bedeković Komorski (Bedekovčina 1660. – Zagreb 1733.), svećenik, zagrebački kanonik, koji je 1720. sagradio zidanu kapelu, a 1726. godine utemeljio župu sv. Barbare, djevice i mučenice
- Juraj Bedeković Komorski (1665. – 1710.), kanonik zagrebački, bavi se ljekarništvom
- Benedikt Bedeković Komorski (1667. – 1709.), kanonik zagrebački, senjsko-modruški biskup
- Vuk (Farkaš) Bedeković Komorski (Bedekovčina 1701. – Marija Bistrica 1735.) svećenik, postaje župnikom u Mariji Bistrici 1730. gdje dolazi iz Granešine. Za vrijeme njegovog župnikovanja u Bistrici župna crkva je proširena i obnovljena
- Ignacije Bedeković Komorski (umro 1744.), studirao u Grazu, potpukovnik glinske pukovnije, saborski zastupnik u Požunu, drugi vlasnik rukopisne pjesmarice, autor rukopisa Konjske vračtve
- Stjepan Bedeković Komorski (umro 1758.), podžupan Varaždinske županije, prvi vlasnik rukopisne pjesmarice
- Josip Bedeković Komorski (1688. – 1760.), svećenik pavlin, obnovio crkvu sv. Jelene u ondašnjem naselju Sveta Jelena kraj Čakovca i sagradio crkvu sv. Jeronima u Štrigovi, bavi se poviješću Međimurja i životom sv. Jeronima
- Kazimir Bedeković Komorski (1727. – 1782.), svećenik isusovac, zagrebački kanonik, profesor i pisac školskih igrokaza
- Baltazar Bedeković Komorski, hrvatski banovac (podban), od 21. svibnja 1739. do početka 1743.
- Franjo Bedeković Komorski, političar, zastupnik u Hrvatsko-ugarskom saboru, borac za hrvatsku stvar
- Koloman Bedeković (1818. – 1889.), hrvatski ministar u Budimpešti, hrvatski ban, unionist, sudjelovao u utanačenju Hrvatsko-ugarske nagodbe